# Нестеров, Пётр Николаевич
Пётр Никола́евич Не́стеров (15 [27] февраля 1887, Нижний Новгород — 26 августа [8 сентября] 1914, Жолква, Королевство Галиции и Лодомерии) — русский военный лётчик, штабс-капитан. Основоположник высшего пилотажа (петля Нестерова). Погиб в воздушном бою, впервые в практике боевой авиации применив таран.

## Биография
Родился в Нижнем Новгороде 15 (27) февраля 1887 года, сын дворянина, офицера, воспитателя кадетского корпуса Николая Фёдоровича Нестерова (1863—1890). После неожиданной смерти отца материальное положение семьи сильно ухудшилось. Его мать, Маргарита Викторовна, не имея средств на оплату жилья, была вынуждена переехать вместе с четырьмя детьми в нижегородский Вдовий дом.
26 августа [7 сентября] 1897 года Нестеров поступил в Нижегородский кадетский корпус, где в своё время его отец занимал должность воспитателя.
По окончании кадетского корпуса в 1904 году, в числе шести лучших выпускников, был зачислен в Михайловское артиллерийское училище. В 1906 году, отлично выдержав экзамены, произведён в подпоручики и выпущен в 9-ю Восточно-Сибирскую стрелковую артиллерийскую бригаду, расквартированную во Владивостоке.
С 31.12.1906 — в бригаде, с 27.04.1907 — делопроизводитель 2-й батареи. С 1 сентября 1909 года — поручик.
В 1909 году был командирован во Владивостокскую крепостную воздухоплавательную роту. Совершив несколько подъёмов на аэростате, лично разработал правила корректирования артиллерийской стрельбы из аэростата.
В 1912 году 25-летний поручик Пётр Нестеров командирован на учёбу в офицерский класс Офицерской Воздухоплавательной школы в Гатчине и уже в сентябре 1912 года совершил свой первый самостоятельный полёт на аэроплане.
В мае 1913 года, по окончании учебного курса в авиационном отделе той же школы и сдачи экзамена на звание военного лётчика, был назначен на службу в формируемый в Киеве 2-й полевой авиационный отряд (переименованный 23.06.1913 в 11-й авиационный отряд, с 08.08.1913 — 11-й корпусной авиационный отряд), с прикомандированием к 7-й воздухоплавательной роте, переименованной в июне 1913 года в 3-ю авиационную роту.
С 29.06.1913 по 20.11.1913 Пётр Нестеров — временно исполняющий должность начальника отряда, с 21.02.1914 — исправляющий должность начальника 11-го корпусного авиационного отряда. 
С 31.08.1913 — штабс-капитан.

### Разработки Нестерова

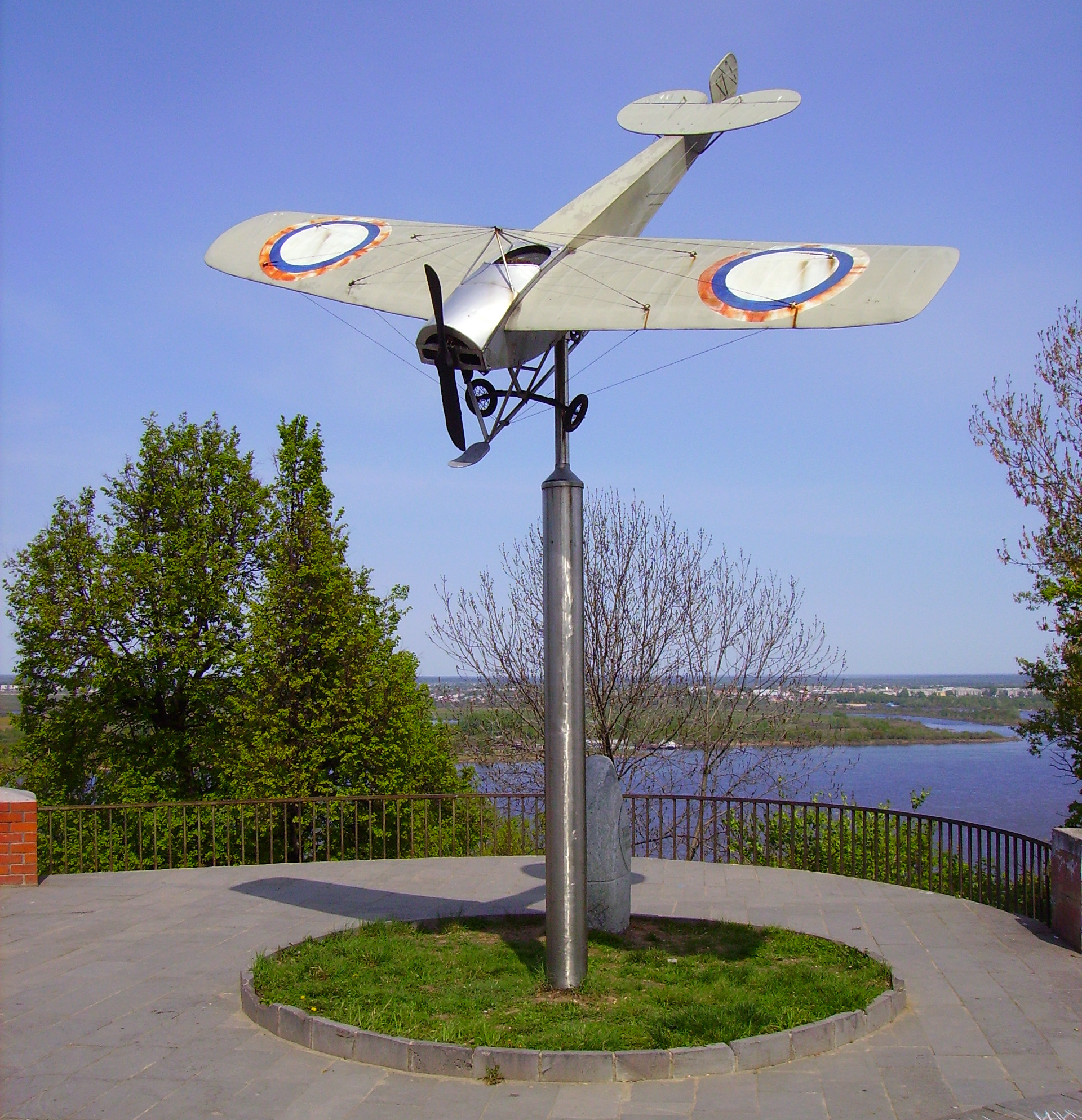
Нижний Новгород. Макет самолёта «Ньюпор», на котором Нестеров совершил «мёртвую петлю»

В июле—августе 1911 года, находясь в отпуске в Нижнем Новгороде, Пётр Николаевич познакомился с учеником профессора Н. Е. Жуковского — Петром Петровичем Соколовым, который помог ему математическими расчётами при создании летательного аппарата.
Позже, на основе изучения полёта птиц, он разработал проект оригинального самолёта без вертикального оперения. Военное ведомство отклонило проект, но Нестеров продолжал совершенствовать свою машину. Летом 1913 года проект был одобрен, но без предоставления средств. Находясь в Киеве, в начале 1914 года Нестеров с помощью старшего механика отряда Г. М. Нелидова модифицировал самолёт «Ньюпор-4»: укоротив фюзеляж на 0,7 м, снял вертикальное оперение, рули высоты были оставлены, но их размах значительно увеличили и ввели большую площадь аэродинамической компенсации. На этом самолёте выполнили несколько испытательных полётов продолжительностью около часа, после которых выявились существенные недостатки в предложенной Нестеровым схеме. О дальнейших испытаниях этого аппарата данных нет.
В 1913 году Пётр Нестеров разработал исследовательскую конструкцию семицилиндрового двигателя мощностью 120 л. с. с воздушным охлаждением. Позже авиатор занимался строительством одноместного скоростного самолёта, закончить которое помешала война.
Владея глубокими знаниями в области математики и механики, имея достаточный пилотажный опыт, П. Н. Нестеров теоретически обосновал возможность выполнения глубоких виражей и осуществил их на практике. В своей работе о «взаимодействии руля глубины и направления при значительных углах крена» он впервые доказал, что во время выполнения виражей с креном больше 45 градусов происходит изменение в работе руля: руль высоты выполняет функции руля направления, а руль направления — руля высоты. После назначения командиром отряда Нестеров ввёл обучение полётам с глубокими виражами и посадку с отключённым двигателем на заранее намеченную площадку.
Он также разрабатывал вопросы взаимодействия авиации с наземными войсками и ведения воздушного боя, освоил ночные полёты. В августе 1913 года возглавил групповой перелёт (в составе трёх машин) по маршруту Киев — Остёр — Козелец — Нежин — Киев с посадками на полевых аэродромах. Во время перелёта впервые в истории авиации проводилась маршрутная киносъёмка. В первой половине 1914 года Пётр Николаевич осуществил два перелёта: Киев — Одесса за 3 часа 10 минут и Киев — Гатчина за 9 часов 35 минут. Для того времени это было большим достижением.
Для разрушения оболочки дирижабля Нестеров установил в хвостовой части аэроплана «нож-пилку», а для поражения воздушного винта самолёта неприятеля — длинный трос с грузом на конце в виде «кошки».

### Петля Нестерова
Знаменитую «петлю Нестерова» предсказал русский учёный, один из родоначальников авиации Николай Егорович Жуковский. Об этом рассказывается в книге В. Болховитинова, А. Буянова, В. Захарченко, Г. Остроумова и В. Орлова «Рассказы о русском первенстве», вышедшей в издательстве «Молодая гвардия» в 1950 году.
В 1890 году Жуковский написал две научные работы: «К теории летания» и «О парении птиц». Анализируя способность птиц держаться в воздухе с распростёртыми крыльями, учёный теоретически обосновал не только конструкцию будущего планёра, но возможность выполнения им «мёртвой петли». Двадцать с лишним лет спустя Нестеров, впервые в мире выполнив на своём самолёте эту фигуру, воплотил на практике научное пророчество Жуковского.
Идея «мёртвой петли» зародилась у Нестерова ещё до 1912 года, но в этом году, будучи учеником гатчинского авиационного отряда, он уже теоретически доказал возможность её выполнения. "Воздух есть среда вполне однородная во всех направлениях. Он будет удерживать в любом положении самолёт при правильном управлении им, " — писал он. В выходившем при школе «Альманахе», выпускаемом учениками, в том же 1912 году была напечатана следующая шарада «Кто он?»:
Ненавидящий банальность,

Полупризнанный герой,

Бьёт он на оригинальность,

Своею мёртвою петлёй
На эту шараду Нестеров, угадавший себя в этом четверостишии, ответил так:
Коль написано: петля,

То, конечно, это я.

Но ручаюсь вам, друзья,

На петлю осмелюсь я.

Одного хочу лишь я,

Свою петлю осуществляя:

Чтобы эта «мёртвая петля»

Была бы в воздухе живая.

Не мир хочу я удивить,

Не для забавы иль задора,

А вас хочу лишь убедить,

Что в воздухе везде опора…
Для доказательства своей идеи, согласно которой «в воздухе для самолёта всюду опора», 27 августа 1913 года в Киеве над Сырецким полем П. Н. Нестеров впервые в мире выполнил на самолёте «Ньюпор—4» с двигателем «Гном Gamma» в 70 л. с. замкнутую петлю в вертикальной плоскости. Этим манёвром Нестеров положил начало высшему пилотажу.

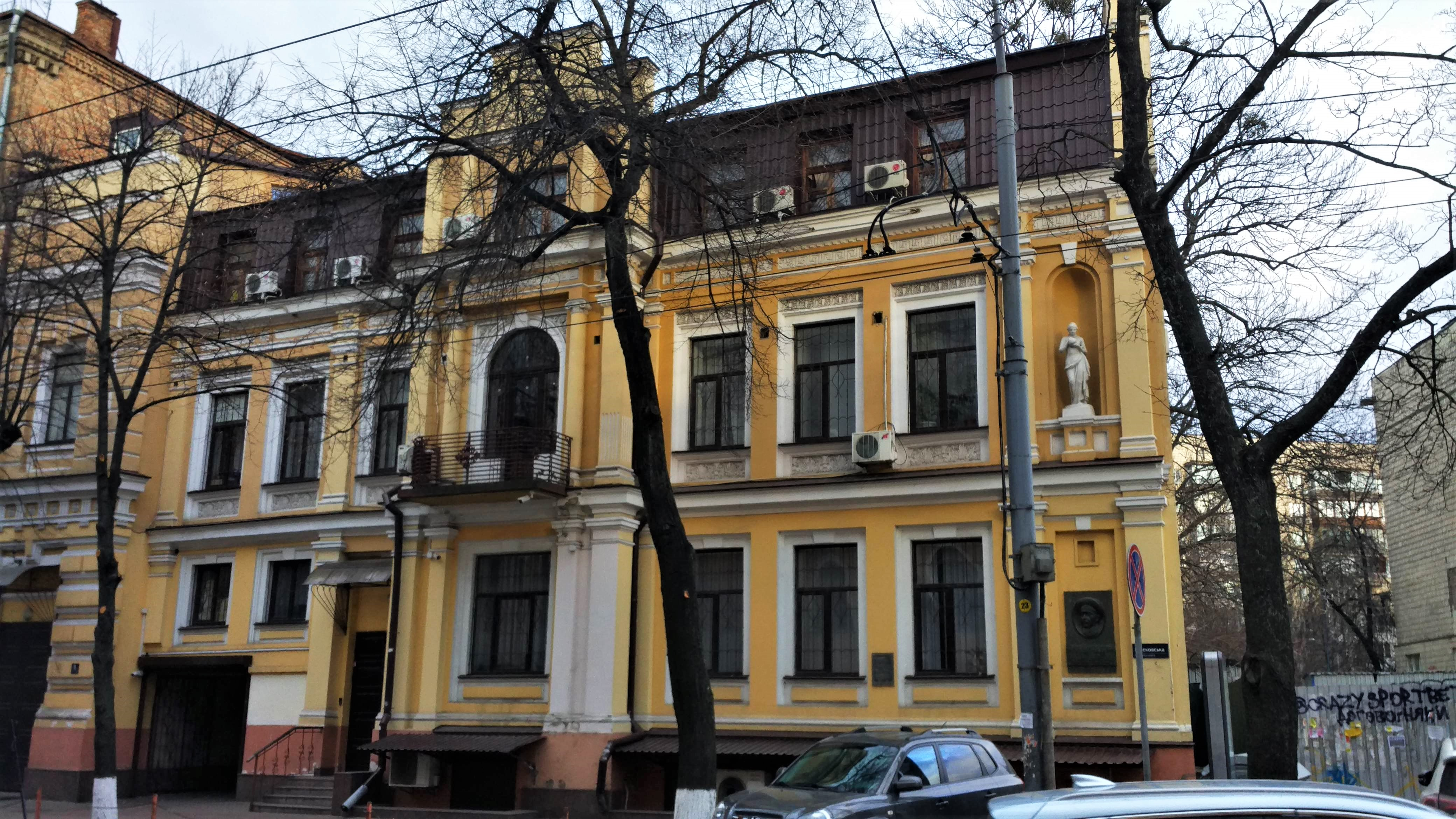
Особняк в Киеве, по адресу ул. Московская, 5, где в 1914 году жил Пётр Нестеров

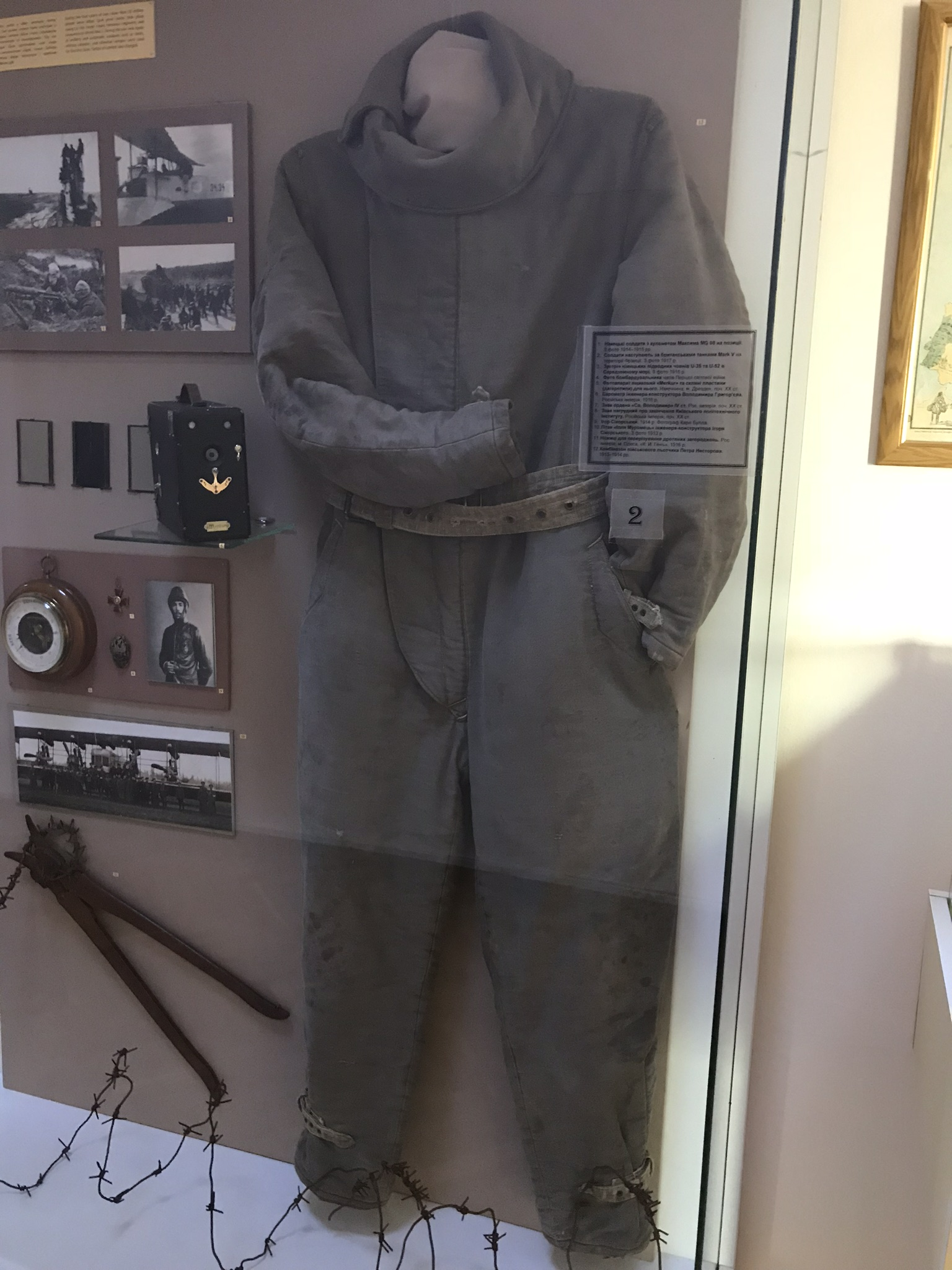
Комбинезон военного лётчика Петра Нестерова, 1913—1914 гг. Национальный музей истории Украины, Киев

Из иллюстрированного журнала «Искры», 25 мая 1914 года № 20:

Он сделал мёртвую петлю в Киеве на Сырецком военном аэродроме 27-го августа 1913 г. в 6 час. 15 мин. вечера. Это удостоверено в протоколе спортивного комиссара киевского общества воздухоплавания, где сказано, что Нестеров, действительно, совершил в это день «полёт по замкнутой кривой в вертикальной плоскости или так называемую мёртвую петлю». Уже после Нестерова французский авиатор Пегу, узнав об опыте русского авиатора, совершил в Париже свою первую мёртвую петлю. 11 мая с. г. Нестеров совершил большой перелёт из Киева в Гатчину, покрыв 1.200 вёрст в 8 часов. Он вылетел из Киева около 3-х часов утра, захватив с собою в качестве пассажира унтер-офицера киевского авиационного отряда Нелидова. Всё время Нестеров летел на высоте 600 метров со средней скоростью 125 вёрст в час. Своим последним перелётом Нестеров побил все русские рекорды на продолжительность полёта, на скорость, на скорость с пассажиром и т. д.
Из иллюстрированного журнала «Искры», 7 сентября 1914 года № 35:

Нестеров обожал свою авиацию, усматривал в ней не только техническую победу над воздухом. Это был поэт в душе, смотревший на авиацию, как на особый вид искусства. Он не признавал шаблонных приёмов. Его манила «мёртвая петля», как новая красота, как новые мировые возможности. Нестеров был очень жизнерадостный человек, ценитель театра и литературы, жадно любивший жизнь. Часто он говорил:— Какое счастье жить, какое наслаждение дышать, летать и двигаться. Наряду с практическими занятиями на аэродроме П. Н. Нестеров, обладавший весьма значительными познаниями в технике и механике, отдавал всё своё свободное время теоретической разработке вопросов воздухоплавания. Эти-то теоретические работы и привели его к мысли о возможности совершить в воздухе поворот в вертикальной плоскости или так называемую «мёртвую петлю».— Я ещё не успел вполне закончить теоретической разработки этого вопроса, — рассказывал впоследствии П. Н. Нестеров, — когда узнал, что «мёртвую петлю» готовится совершить и французский авиатор Пегу. Тогда я бросил теоретические расчёты и решил рискнуть. Совершить «мёртвую петлю» было для меня вопросом самолюбия, — ведь более полугода я исследовал этот вопрос на бумаге. Как известно, П. Н. Нестеров блестяще выполнил поставленную им себе задачу: 27 авг. прошлого года на киевском аэродроме, в присутствии товарищей-лётчиков и представителей печати, он описал в воздухе полную «мёртвую петлю» огромного диаметра. Этот головоломный опыт Нестеров проделал на стареньком аппарате «Ньюпор», не имевшем никаких специальных приспособлений. Право Нестерова на первенство в этом отношении публично засвидетельствовал сам король «мёртвой петли» Пегу во время своего последнего пребывания в Москве. «Мёртвая петля» создала Нестерову широкую известность не только в России, но и за границей. Как только началась война, штабс-капитан Нестеров, собиравшийся уже подать в отставку с целью посвятить себя конструированию аэропланов, один из первых отправился на передовые позиции, где и нашёл славную смерть.

Согласно рапорту, лётчик на высоте 800—1 000 метров выключил мотор и начал пикировать. На высоте около 600 метров включил мотор, поднял самолёт вверх, описал вертикальную петлю и пошёл в пике. Мотор снова выключил, выровнял самолёт и, спускаясь по плавной спирали, благополучно приземлился.

Спустя шесть дней эту сложную авиационную фигуру повторил француз Адольф Пегу. Именно это событие получило широкую огласку и в иностранной и в российской прессе. В мае 1914 года Пегу прибыл в Санкт-Петербург для демонстрации «мёртвой петли». В ответ Нестеров разослал телеграммы в редакции российских газет: «Императорскому аэроклубу уже давно необходимо подтвердить, что первую „мёртвую петлю“ совершил русский лётчик…» Французский лётчик лично встретился с Нестеровым и признал приоритет Русского лётчика а 18 мая Нестеров, Пегу и Н. Е. Жуковский совместно выступили в Политехническом музее.

### Первая мировая война

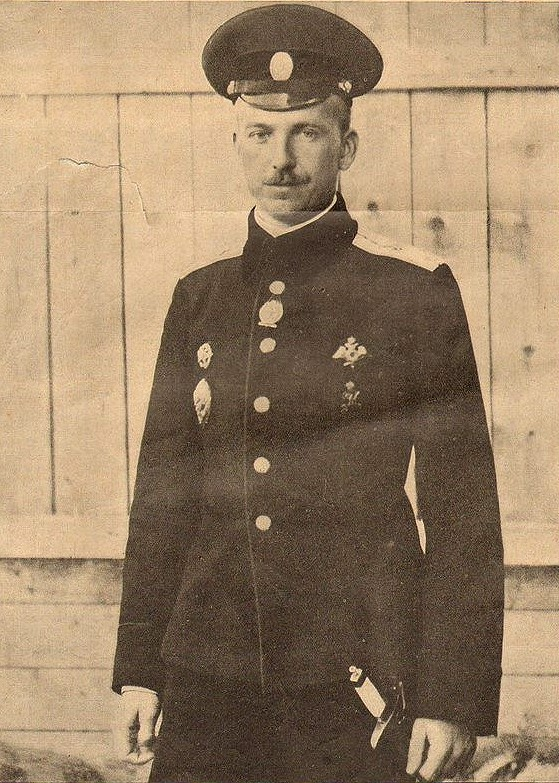
Штабс-капитан Нестеров в новой форме, установленной для военных лётчиков. Журнал «Искры», 25 мая 1914 г.

С началом Первой мировой войны Нестеров в составе своего авиационного отряда отбыл на Юго-Западный фронт. Принимал участие в боях за Львов. Осуществлял воздушную разведку, выполнил одну из первых в Российской империи бомбардировок приспособленными для этого артиллерийскими снарядами. Бомбометание было проведено лётчиком так эффективно, что австрийское командование пообещало крупную денежную награду тому, кто собьёт аэроплан Нестерова.

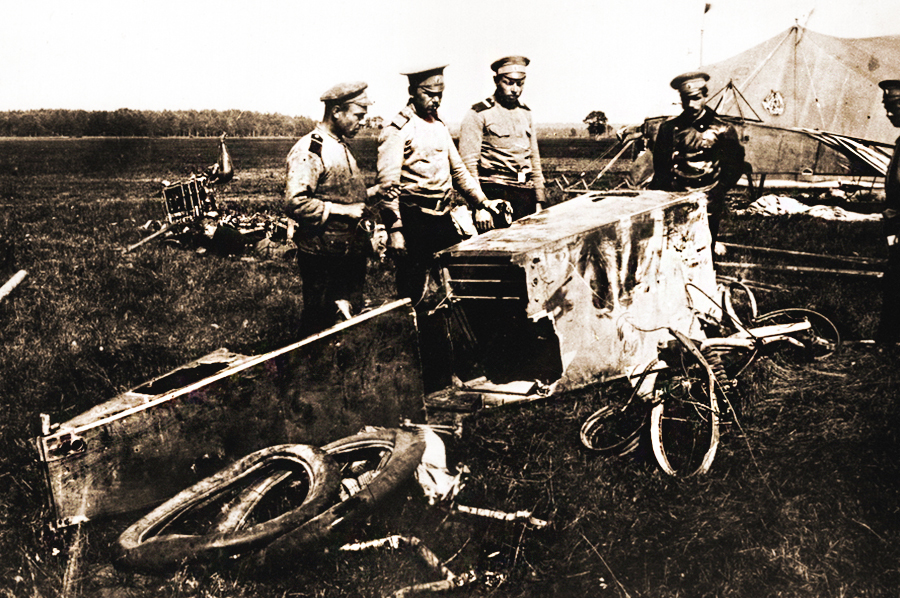
Русские солдаты осматривают остатки сбитого Нестеровым «Альбатроса», август 1914 г.

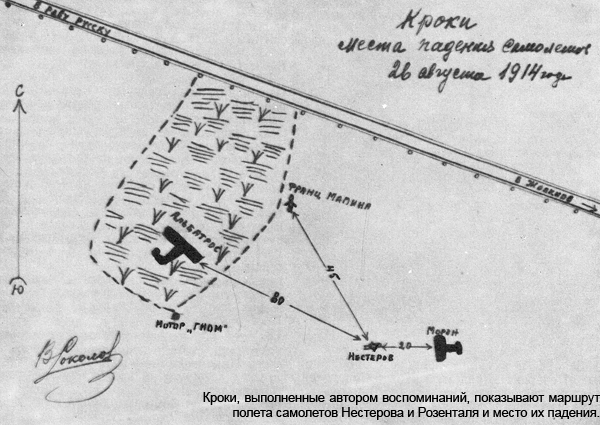
Кроки места падения самолётов Нестерова и барона Розенталя

Осуществив за время войны 28 вылетов, 26 августа (8 сентября) 1914 года около городка Жолква Пётр Николаевич Нестеров совершил свой последний подвиг — протаранил самолёт, в котором находились пилот Франц Малина (Franz Malina) и пилот-наблюдатель барон Фридрих фон Розенталь (Friedrich von Rosenthal), которые вели воздушную разведку передвижения русских войск. Дело в том, что в начале войны самолёты всех воюющих стран, кроме русского «Ильи Муромца», не имели пулемётов. Командование считало, что основная задача авиации — разведка, и наличие пулемётов будет отвлекать лётчиков от выполнения основной задачи. Поэтому первые воздушные бои велись с помощью карабинов и револьверов. Таран же был самым эффективным способом сбить вражеский самолёт.
Тяжёлый «Альбатрос» летел на высоте, недосягаемой для выстрелов с земли. Нестеров пошёл ему наперерез в лёгком быстроходном «Моране». Австрийцы пытались уйти от столкновения, но Нестеров настиг их и попытался нанести шасси своего аэроплана удар по краю несущей плоскости «Альбатроса». Однако — по-видимому, из-за крайнего переутомления Нестерова — в его расчёт вкралась ошибка, и удар пришёлся в середину «Альбатроса»; колёса «Морана» попали под верхнюю плоскость, а винт и мотор ударили по ней сверху. Тонкостенный вал, на котором держался ротативный двигатель «Гном», переломился; мотор оторвался от самолёта Нестерова и упал отдельно. Значительно облегчённый «Моран» стал неуправляемо планировать — по-видимому, при столкновении Нестерова бросило вперёд и он погиб, ударившись виском о ветровое стекло. «Альбатрос» некоторое время продолжал полёт, но затем потерял управление и стал падать; его экипаж погиб от удара о землю. После падения, по словам очевидцев, Пётр Нестеров был ограблен.
Из иллюстрированного журнала «Искры», 7 сентября 1914 года № 35:

Авиатор Нестеров. Штабс-капитан П. Н. Нестеров на днях, увидев в районе Желтиева, в Галиции, летящий над нашим расположением австрийский аэроплан, собиравшийся бросить бомбы, взлетел на воздух, атаковал неприятеля и протаранил неприятельский аппарат, предотвратив жертвы в наших войсках. Сам Нестеров при этом погиб смертью героя. По словам доставленных в Киев пленных австрийских офицеров, всей неприятельской армии хорошо известно имя Нестерова. Во время воздушных разведок русских авиаторов австрийцы всегда безошибочно определяли, каким аппаратом управлял Нестеров. Когда показывался аэроплан-птица, красиво и вольно паривший в воздухе, австрийцы указывали:— Das ist Nesteroff! Австрийцы боялись покойного, и все их усилия были направлены к прекращению его деятельности. За задержание отважного лётчика была объявлена большая премия. Нестеров погиб в 27 лет. После Нестерова остались жена и двое детей — девочка, 5-ти лет, и мальчик, 3-х лет.
Нестеров не имел намерения уничтожить самолёт врага ценой собственной жизни. В «Акте расследования по обстоятельствам геройской кончины начальника 11-го корпусного авиационного отряда штабс-капитана Нестерова» указывалось: «Штабс-капитан Нестеров уже давно выражал мнение, что является возможным сбить неприятельский воздушный аппарат ударами сверху колёсами собственной машины по поддерживающим поверхностям неприятельского аппарата, причём допускал возможность благополучного исхода для таранящего лётчика».
Через семь месяцев после гибели Петра Нестерова, в марте 1915 года, поручик А. А. Казаков применил его воздушный таран и после удачной атаки благополучно возвратился на аэродром.

Агитплакаты времён Первой мировой войны
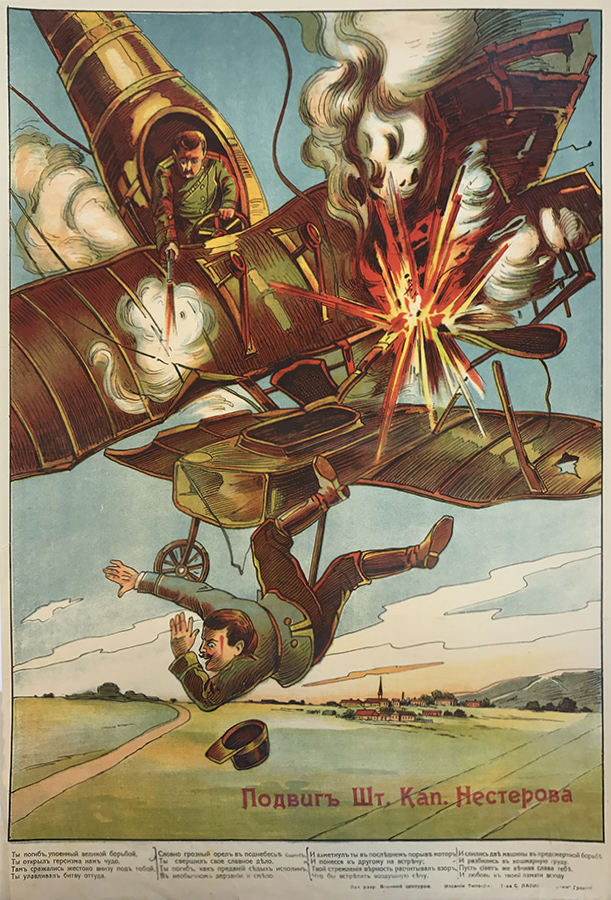
«Подвиг шт.-кап. П. Н. Нестерова»
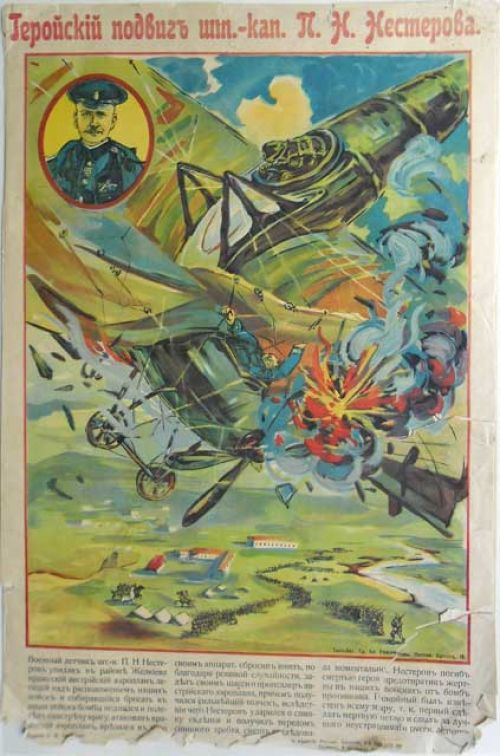
«Геройский подвиг шт.-кап. П. Н. Нестерова»
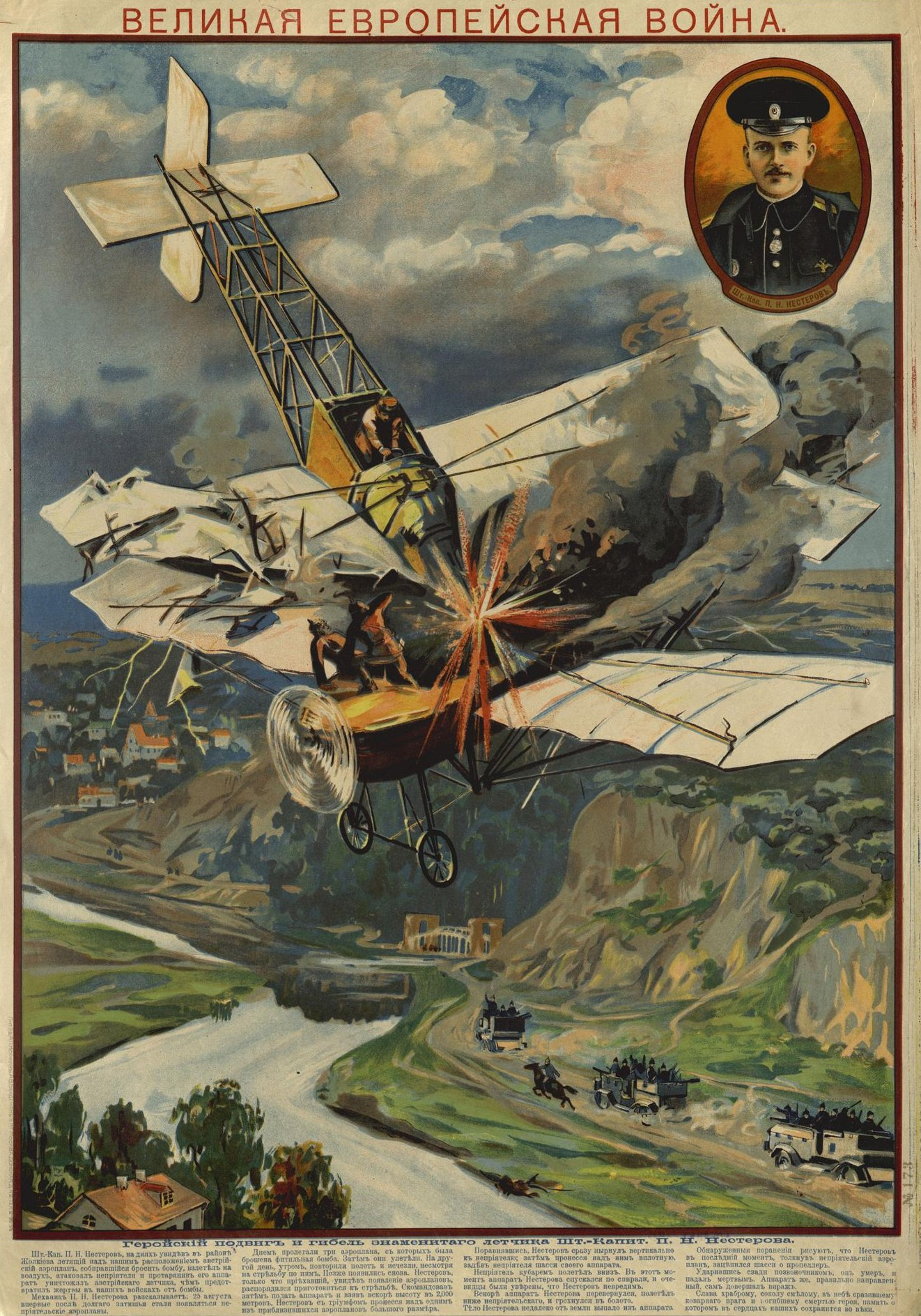
«Геройский подвиг и гибель знаменитого лётчика Нестерова»

Генерал-квартирмейстер штаба 3-й армии М. Д. Бонч-Бруевич, ставший невольным свидетелем гибели пилота, приводит в своих мемуарах следующие воспоминания:

Австрийский аэроплан держался на порядочной высоте и всё время делал круги над Жолкевом, что-то высматривая.
Едва я отыскал в безоблачном небе австрийца, как послышался шум поднимавшегося из-за замка самолёта. Оказалось, что это снова взлетел неустрашимый Нестеров.
Потом рассказывали, что штабс-капитан, услышав гул австрийского самолёта, выскочил из своей палатки и как был в одних чулках, забрался в самолёт, и полетел на врага, даже не привязав себя ремнями к сиденью.
Поднявшись, Нестеров стремительно полетел навстречу австрийцу. Солнце мешало смотреть вверх и я не приметил всех манёвров отважного штабс-капитана, хотя, как и все окружающие, с замирающим сердцем следил за развёртывавшимся в воздухе единоборством.
Наконец, самолёт Нестерова, круто планируя, устремился на австрийца и пересёк его путь; штабс-капитан как бы протаранил вражеский аэроплан, — мне показалось, что я отчётливо видел, как столкнулись самолёты.
Австриец внезапно остановился, застыл в воздухе и тотчас же как-то странно закачался; крылья его двигались то вверх, то вниз. И вдруг, кувыркаясь и переворачиваясь, неприятельский самолёт стремительно полетел вниз, и я готов был поклясться, что заметил, как он распался в воздухе.
Какое-то мгновение все мы считали, что бой закончился полной победой нашего лётчика, и ждали, что он вот-вот благополучно приземлится. Впервые применённый в авиации таран как-то ни до кого не дошёл. Даже я, в те времена пристально следивший за авиацией, не подумал о том, что самолёт, таранивший противника, не может выдержать такого страшного удара. В те времена самолёт был весьма хрупкой, легко ломающейся машиной.
Неожиданно я увидел, как из русского самолёта выпала и, обгоняя падающую машину, стремглав полетела вниз крохотная фигура лётчика. Это был Нестеров, выбросившийся из разбитого самолёта. Парашюта наша авиация ещё не знала; читатель вряд ли в состоянии представить себе ужас, который охватил всех нас, следивших за воздушным боем, когда мы увидели славного нашего лётчика, камнем падавшего вниз…
Вслед за штабс-капитаном Нестеровым на землю упал и его осиротевший самолёт. Тотчас же я приказал послать к месту падения лётчика врача. Штаб располагал всего двумя легковыми машинами — командующего и начальника штаба. Но было не до чинов, и, показавшаяся бы теперь смешной, длинная открытая машина с рычагами передачи скоростей, вынесенными за борт, лишённая даже смотрового стекла, помчалась к месту гибели автора первой в мире «мёртвой петли».
Когда останки Нестерова были привезены в штаб и уложены в сделанный плотниками неуклюжий гроб, я заставил себя подойти к погибшему лётчику, чтобы проститься с ним, — мы давно знали друг друга, и мне этот человек, которого явно связывало офицерское звание, был больше чем симпатичен.
Его темневшая изуродованная голова как-то странно была прилажена к втиснутому в узкий гроб телу. Случившийся рядом штабной врач объяснил мне, что при падении Нестерова шейные позвонки ушли от полученного удара внутрь головы…
На панихиду, отслуженную по погибшему лётчику, собрались все чины штаба. Пришёл и генерал Рузский.
Сутулый, в сугубо «штатском» пенсне, он здесь, у гроба разбившегося лётчика, ещё больше, чем когда-либо походил на вечного студента или учителя гимназии, нарядившегося в генеральский мундир.
На следующий день Рузский в сопровождении всего штаба проводил останки Нестерова до жолкевского вокзала — отсюда, погруженный в отдельный вагон, гроб поездом был отправлен в Россию.
В полуверсте от места падения Нестерова, в болоте, были найдены обломки австрийского самолёта. Под ними лежал и превратившийся в кровавое месиво неприятельский лётчик.
— М. Д. Бонч-Бруевич

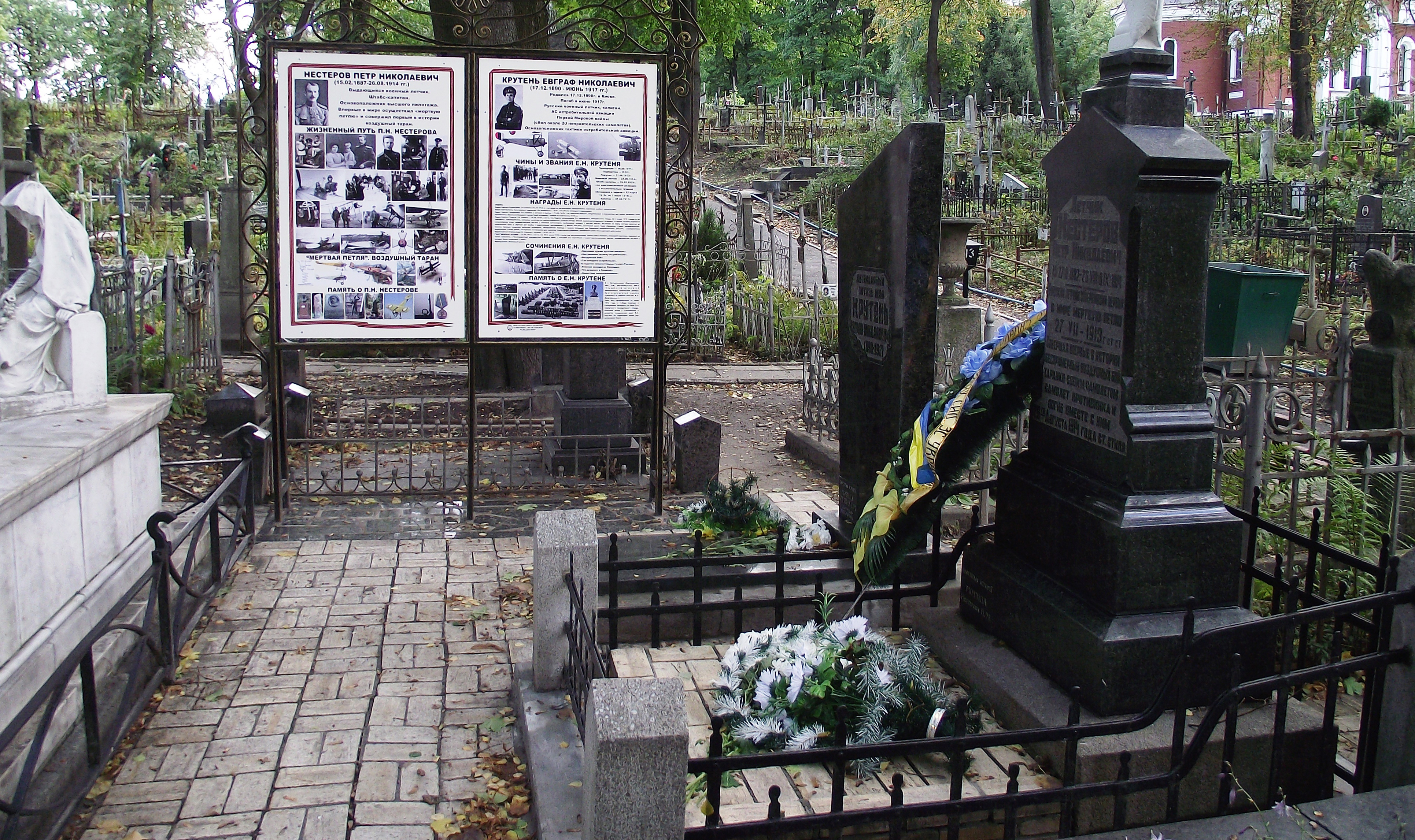
Могила Петра Нестерова на Лукьяновском кладбище в Киеве

Похоронили героя 31 августа 1914 в Киеве при громадном стечении народа. В Никольском военном соборе было проведено отпевание, затем траурная процессия направилась к Аскольдовой могиле, где под залпы артиллерийского салюта и траурные звуки военных оркестров состоялось погребение. В том же 1914 году на месте гибели Петра Нестерова у г. Жолква (с 1951 по 1992 — г. Нестеров) был сооружён монумент.
Позже могилу Нестерова перенесли на Лукьяновское кладбище (сектор № 13-1, ряд № 2, место № 6). Рядом с могилой Нестерова расположена могила лётчика Евграфа Крутеня.
В 1980 году на месте гибели был построен мемориал памяти героя-авиатора: памятник с мёртвой петлёй, заканчивающейся взлётом вверх реактивного самолёта и небольшой музей. Расположение мемориала: на дороге Жовква — Рава-Русская в населённом пункте Воля-Высоцкая. В 1990-е годы музей был заброшен и разграблен.

## Награды

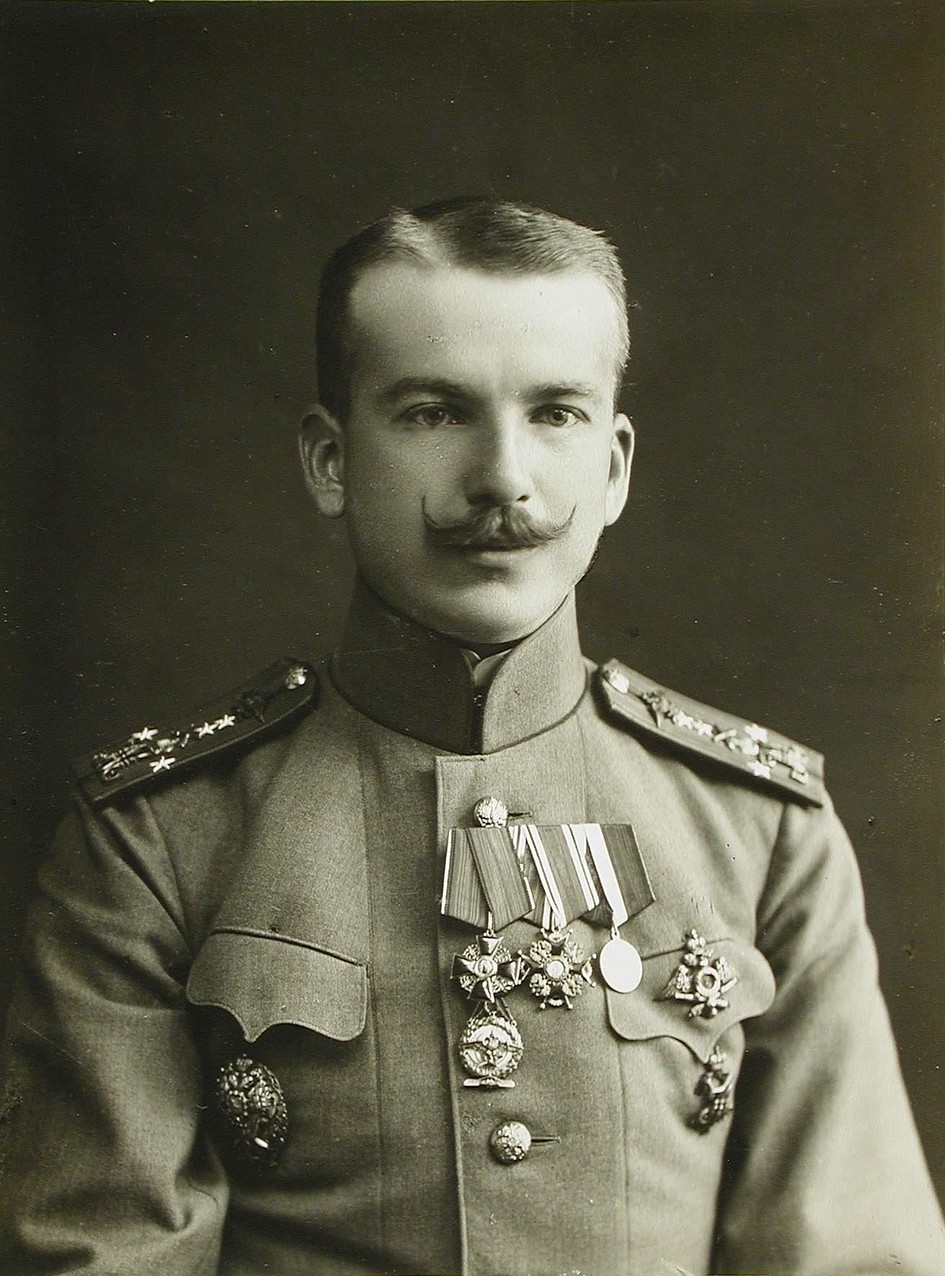
Штабс-капитан Нестеров в 1914 году

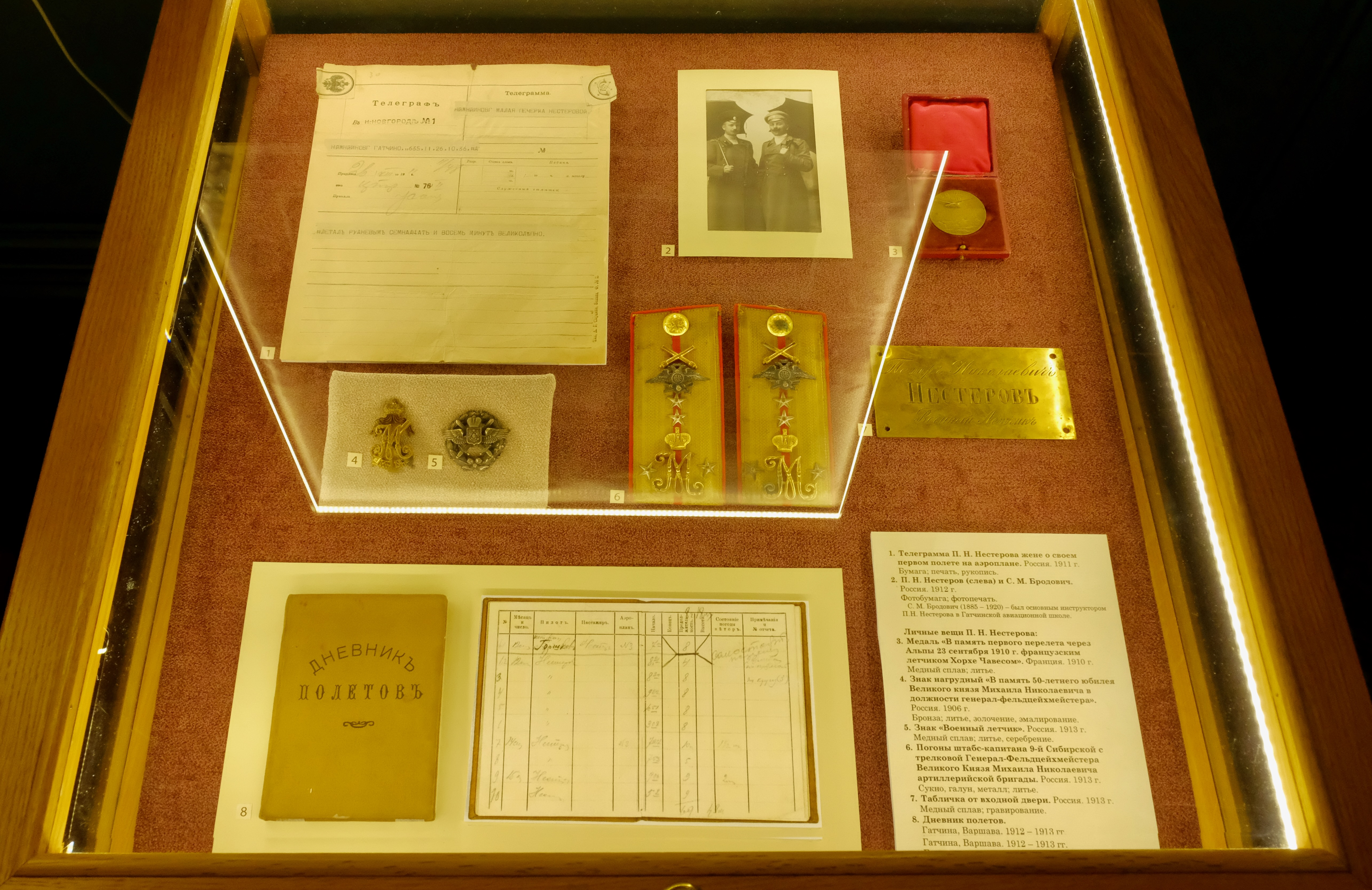
Документы и награды П. Н. Нестерова в Нижегородском историко-архитектурном музее

Пётр Николаевич Нестеров был награждён орденами:
- Святого Станислава ІІІ степени (ВП от 25.12.1912)
- Святой Анны ІІІ степени (07.03.1913; ВП от 27.03.1913), — «…за окончание в 1912 году курса авиационного отдела Офицерской воздухоплавательной школы»
- Святого Владимира IV степени (ВП от 10.08.1914)
- Святого Георгия IV степени (ВП от 23.04.1915, посмертно):

 «…за то, что в бою 26-го августа 1914 г., заметив в воздухе над г. Жолкевым неприятельский аэроплан, производивший разведку, по личной инициативе, поднявшись на аппарате, протаранил неприятельский аэроплан, упавший с двумя лётчиками около д. Вола-Высоцка, при этом сам погиб славной смертью героя»
В 1913 году награждён юбилейной медалью «В память 300-летия царствования дома Романовых».
10 февраля 1914 года Киевское Общество воздухоплавания отметило Нестерова за научную разработку вопроса о глубоких кренах и за осуществлённую им «мёртвую петлю», присудив ему золотую медаль Общества. Позже Киевское городское руководство от лица города вручило отважному пилоту-новатору памятный золотой жетон, с которым Пётр Николаевич никогда не расставался.

## Семья
- Старший брат — Николай Нестеров (подполковник РИА, затем генерал-майор интендантской службы РККА, умер в 1950 году, похоронен на Новодевичьем кладбище в Москве).
- Старшая сестра — Александра Николаевна Нестерова.
- Младший брат — Михаил Николаевич Нестеров, военный лётчик, поручик, погиб при испытании нового аэроплана 8 октября 1914 года, похоронен на Гатчинском кладбище.
- Жена Петра Нестерова — Ядвига Феликсовна Нестерова (1886—1936), урождённая Луневская, во втором браке Ядвига Докучаева, дочь крестьянина[источник не указан 122 дня].
- Дети: Пётр Петрович Нестеров (1911—1955) и Маргарита Петровна Нестерова (1909—1995).

После гибели П. Н. Нестерова заботу о семье взял на себя его друг Владимир Иванович Докучаев, длительное время преподававший в Горьковском (Нижегородском) речном училище, читая курсантам судомеханического отделения курс теории двигателей внутреннего сгорания (дизелей)[значимость факта?].

## Память
- Перед началом Великой Отечественной войны в музее города Горький была открыта выставка, посвящённая П. Н. Нестерову[19]
- В честь Петра Нестерова город Жолква Львовской области с 1951 по 1992 год имел название «Нестеров».
- В 1962 году Международная авиационная федерация ввела переходный приз для победителя первенства мира по высшему пилотажу — кубок имени П. Н. Нестерова.
- В 1958 году именем Петра Нестерова названа улица в Киеве на Шулявке, вблизи бывшего Сырецкого ипподрома[20], где он впервые выполнил петлю Нестерова (улица Петра Нестерова[укр.]).
- Именем лётчика названы улицы и переулки в Москве, Санкт-Петербурге, Гатчине, Керчи, Минске, Краснодаре, Нижнем Новгороде, Иркутске и ряде других городов.
- Установлены памятники в Нижнем Новгороде (в сквере его имени, 1987), Киеве (1989) и бюст в Казани.
- В Киеве по адресу ул. Московская, 5 установлена мемориальная доска, где Пётр Нестеров жил в 1914 г.
- в 1973 году имя «Нестеров» было присвоено астероиду № 3071.
- В честь П. Н. Нестерова названа государственная награда Российской Федерации — медаль Нестерова (учреждена Указом Президента Российской Федерации от 2 марта 1994 года № 442 «О государственных наградах Российской Федерации»[21]).
- С 2013 года в Нижнем Новгороде проводится товарищеский баскетбольный турнир «Кубок Нестерова», организатором которого выступает баскетбольный клуб «Нижний Новгород».
- В честь Нестерова назван самолёт Sukhoi Superjet 100 компании «Аэрофлот — Российские авиалинии» (регистрационный номер RA-89062)[22].
- 28 августа 2013 года введена в оборот монета номиналом 5 гривен, выпущенная Национальным банком Украины, посвящённая 100-летию исполнения фигуры высшего пилотажа — «мёртвой петли», известной также как «петля Нестерова».
- В Киеве на Волчьей Горе, в исторической местности в Дарнице, растёт 250-летняя «сосна Нестерова», названная так в 2013 году, и установлен мемориальный камень с доской в память экспериментов лётчика в этой местности в 1913 году, во время военных манёвров.

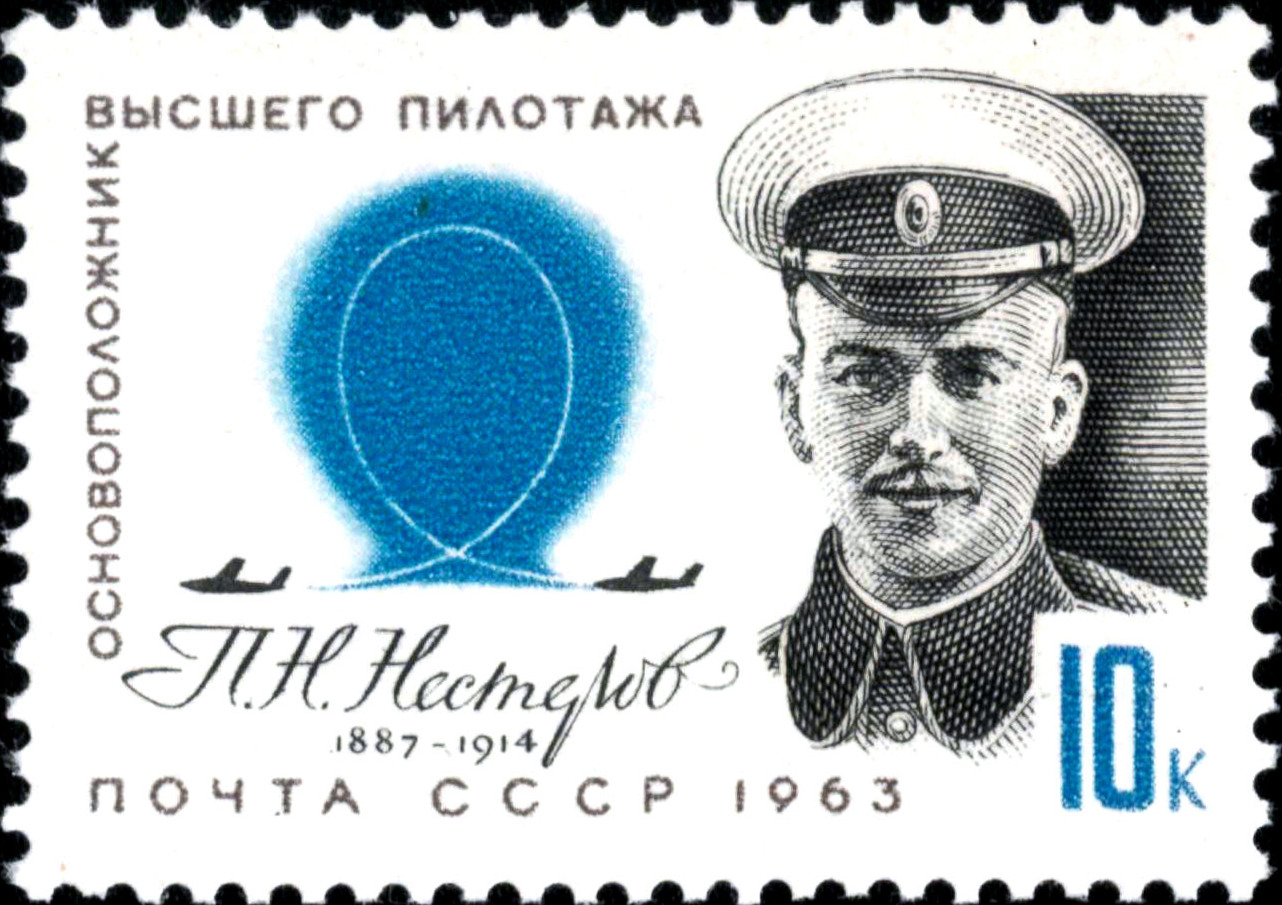
Почтовая марка (1963)
Памятник Петру Нестерову в Нижнем Новгороде
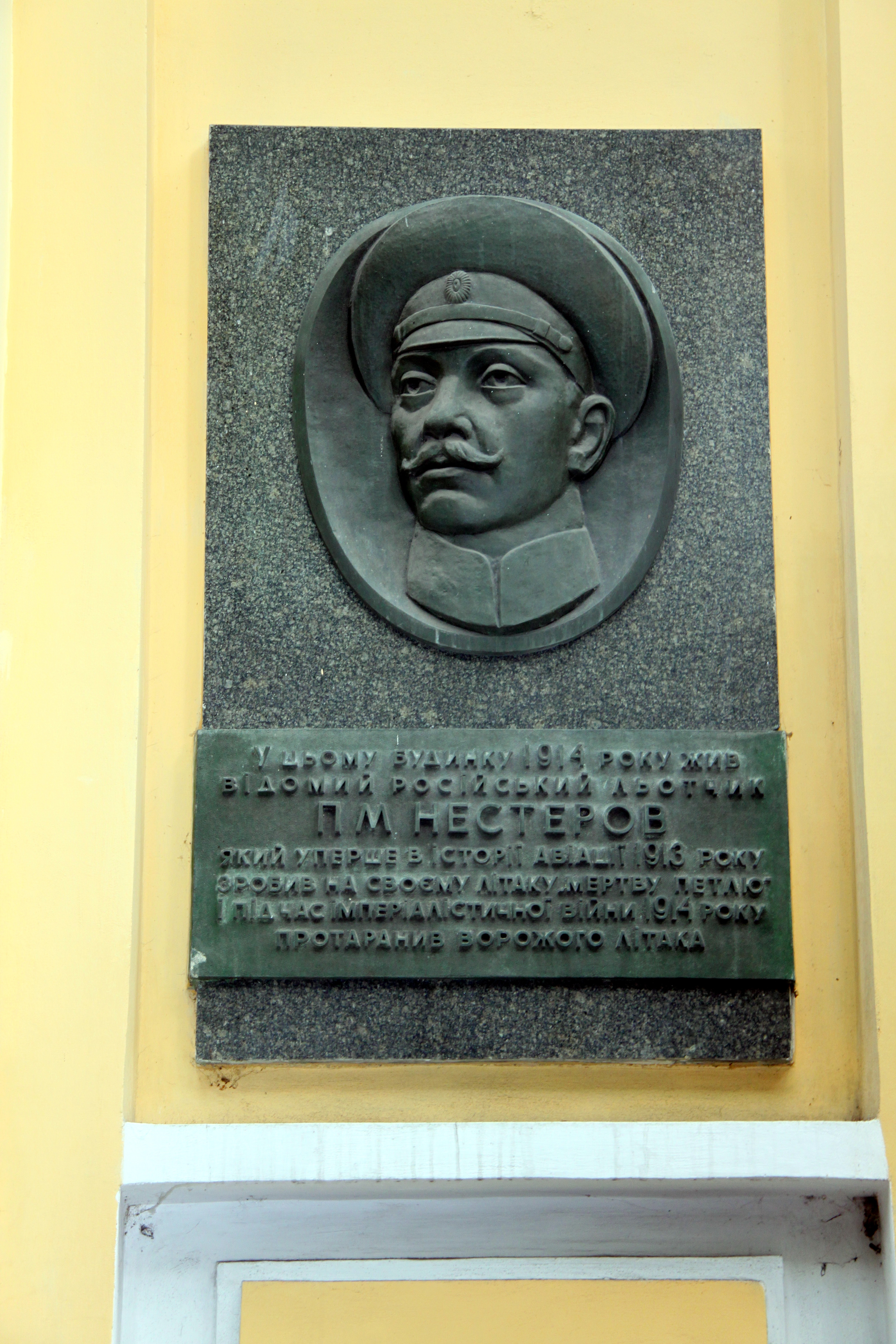
Мемориальная доска в Киеве по адресу ул. Московская, д. 5, где Нестеров жил в 1914 г.
Памятник Петру Нестерову в Киеве
250-летняя сосна Нестерова на Волчьей горе в Дарнице (в районе военных манёвров 1913 года)
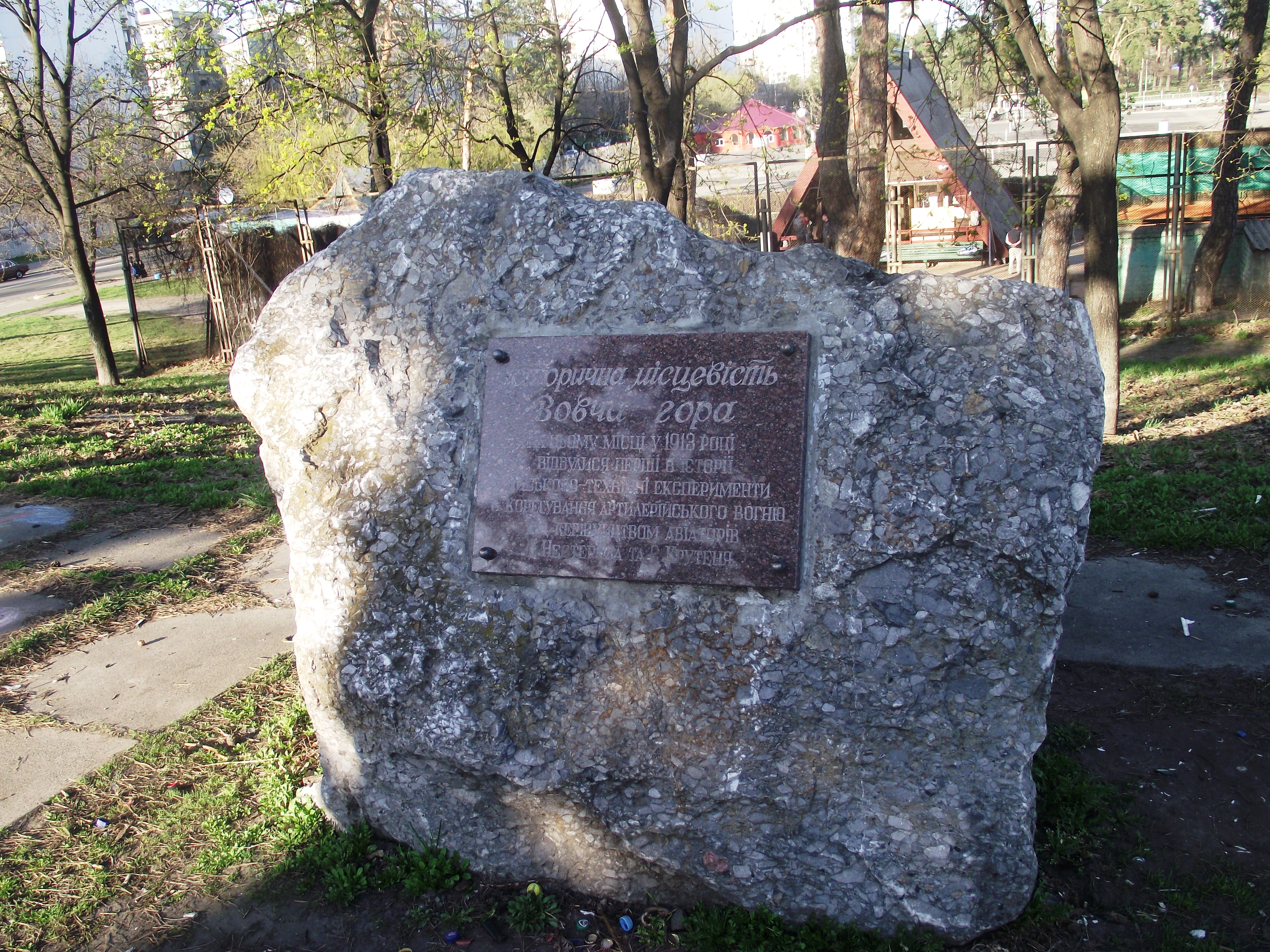
Памятный знак в исторической местности «Волчья гора» в Киеве
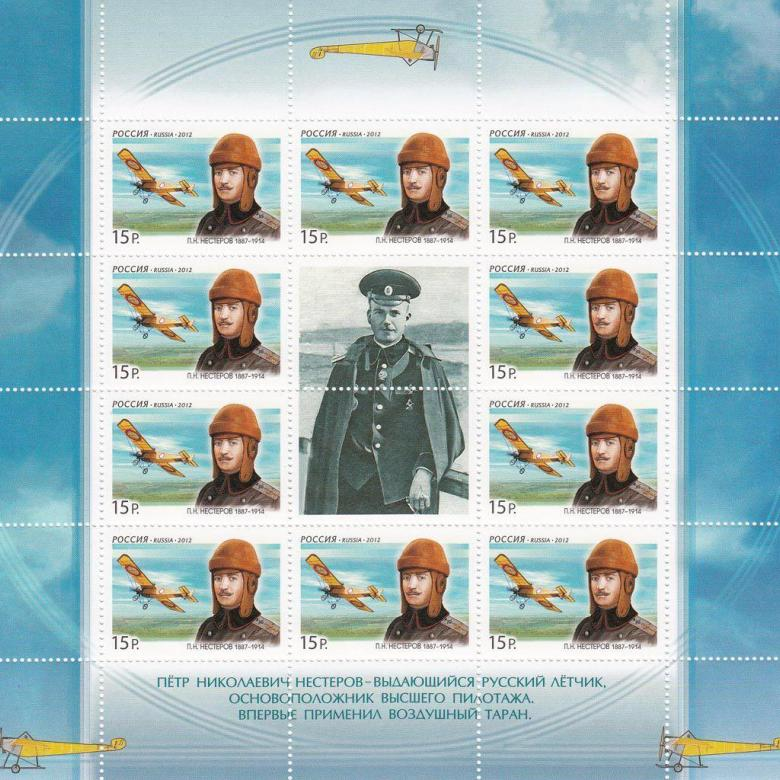
Почтовая марка «125 лет со дня рождения П. Н. Нестерова (1887—1914), военного лётчика»
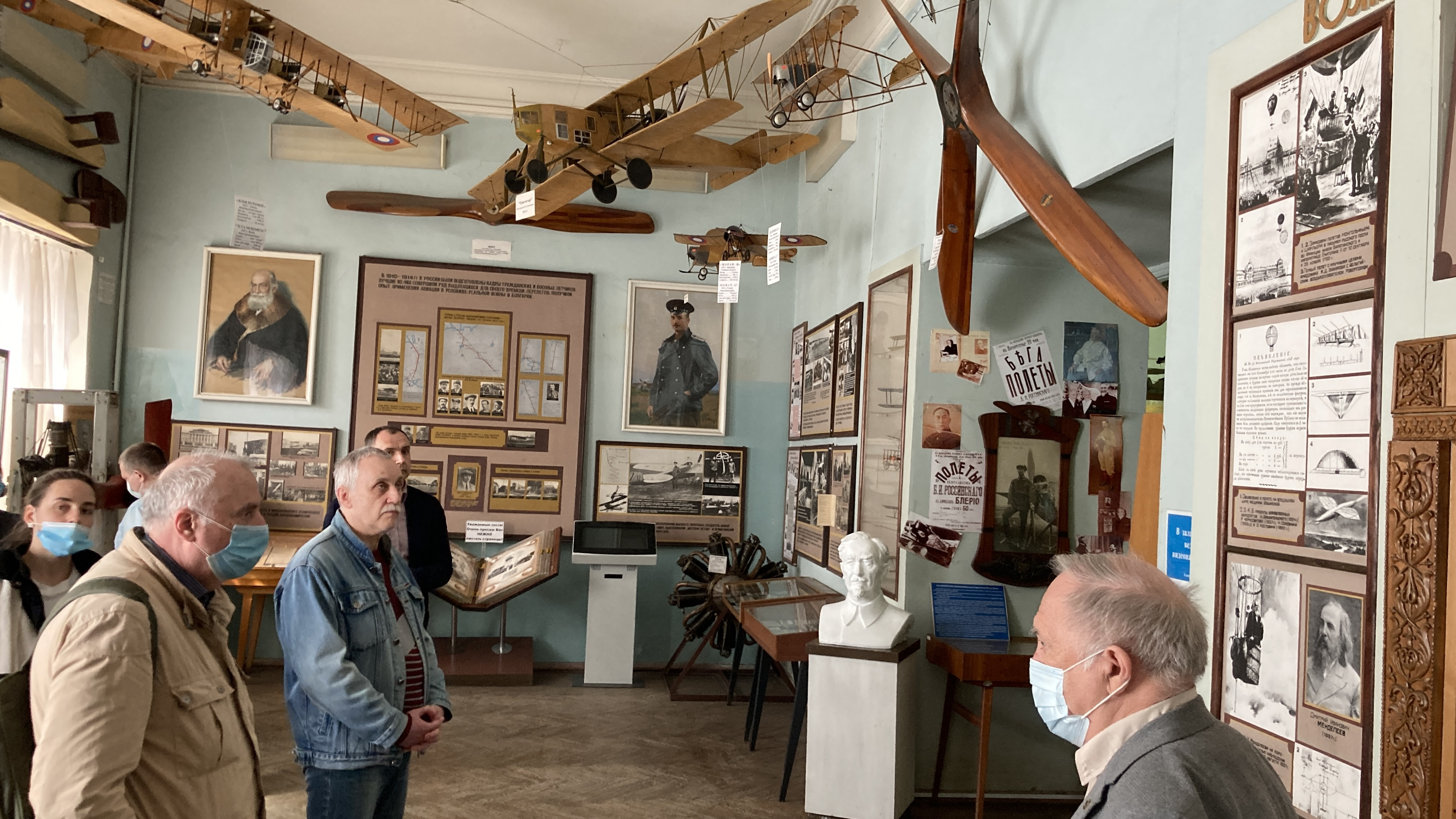
Нестеров и Ньюпор в музее